# Abiod
Lo oued Abiod(Ighzir Amellal in lingua berbera), è un corso d'acqua che attraversa il massiccio dell'Aurès in Algeria lungo un asse nord-est / sud-ovest.
La sua sorgente è nei pressi del Djebel Chelia a circa 2000 m di altezza.
La valle di questo oued è una depressione sinclinale sollevatasi nel Pleistocene, nella quale il fiume ha scavato il proprio corso.
Lo oued attraversa varie gole tra le quali quelle di Tighanimine e di Rhoufi.
Nel tratto più a sud costeggia alcune oasi prima di perdersi tra le sabbie del Sahara.
Il suo bacino è di tipo endoreico.